# François Marquet
François Marquet (Theux, 17 april 1995) is een Belgisch voetballer die bij voorkeur als centrale middenvelder speelt. Hij stroomde in 2013 door vanuit de jeugdopleiding van Standard Luik. Sinds de zomer van 2018 speelt hij voor KV Oostende.

## Carrière

### Jeugd
Marquet groeide op in Theux, waar hij zich als kind aansloot bij de plaatselijke basketbalclub. In 2002 maakte hij de overstap naar voetbal en ging hij aan de slag bij de jeugd van Franchimont. In 2006 belandde de middenvelder in de jeugdopleiding van Standard Luik.
In januari 2013 deed het bestuur van Standard Marquet een contractvoorstel, maar de Belgische jeugdinternational ging daar in eerste instantie niet op in. In die periode werd zijn naam ook gelinkt aan concurrent RSC Anderlecht. In april 2013 tekende Marquet dan toch een driejarig contract bij de Rouches.

### Standard Luik
Op 19 mei 2013, tijdens de laatste speeldag van play-off I, maakte Marquet zijn officieel debuut voor Standard. Hij mocht toen van trainer Mircea Rednic in de basis starten tegen KSC Lokeren. Aan de rust werd hij gewisseld.
In de tweede helft van het seizoen 2014/15 speelde Marquet op huurbasis voor PSV. De club bedong teven een optie tot koop op de speler. Hij kwam bij PSV echter nooit in aanmerking voor de hoofdmacht, maar kwam wel 13 keer uit in de eerste divisie voor Jong PSV. In mei 2015 maakte PSV bekend de optie tot koop niet te lichten, waarop Marquet terugkeerde naar Standard. In het seizoen 2015/16 werd hij uitgeleend aan Moeskroen.

### Waasland-Beveren
Nadat zijn uitleenbeurt bij Moeskroen afliep verliet Marquet Standard definitief en tekende hij een tweejarig contract bij reeksgenoot Waasland-Beveren. In zijn eerste seizoen was hij geregeld basisspeler, zijn tweede seizoen verdween hij echter volledig uit beeld waarna zijn contract afliep en hij de club transfervrij kon verlaten.

### KV Oostende
In de zomer van 2018 werd hij aangetrokken door KV Oostende, dit op aanraden van coach Gert Verheyen die zijn coach nog was geweest bij de nationale jeugdselecties van het Belgisch voetbalelftal. Marquet tekende er een contract voor 3 seizoenen.

## Statistieken
| Seizoen | Club                 | Land               | Competitie         | Competitie | Competitie | Beker | Beker | Internationaal | Internationaal | Totaal | Totaal |
| Seizoen | Club                 | Land               | Competitie         | Wed.       | Dlp.       | Wed.  | Dlp.  | Wed.           | Dlp.           | Wed.   | Dlp.   |
| ------- | -------------------- | ------------------ | ------------------ | ---------- | ---------- | ----- | ----- | -------------- | -------------- | ------ | ------ |
| 2012/13 | Standard Luik        | Vlag van België    | Jupiler Pro League | 1          | 0          | 0     | 0     | 0              | 0              | 1      | 0      |
| 2013/14 | Standard Luik        | Vlag van België    | Jupiler Pro League | 0          | 0          | 0     | 0     | 4              | 0              | 4      | 0      |
| 2014/15 | Standard Luik        | Vlag van België    | Jupiler Pro League | 3          | 0          | 0     | 0     | 1              | 0              | 4      | 0      |
| 2014/15 | → Jong PSV           | Vlag van Nederland | Eerste divisie     | 13         | 0          | 0     | 0     | 0              | 0              | 13     | 0      |
| 2015/16 | → Moeskroen-Péruwelz | Vlag van België    | Jupiler Pro League | 26         | 0          | 3     | 1     | 0              | 0              | 29     | 1      |
| 2016/17 | Waasland-Beveren     | Vlag van België    | Jupiler Pro League | 23         | 1          | 2     | 1     | 0              | 0              | 25     | 2      |
| 2017/18 | Waasland-Beveren     | Vlag van België    | Jupiler Pro League | 0          | 0          | 0     | 0     | 0              | 0              | 0      | 0      |
| 2018/19 | KV Oostende          | Vlag van België    | Jupiler Pro League | 12         | 0          | 3     | 0     | 0              | 0              | 15     | 0      |
| 2019/20 | KV Oostende          | Vlag van België    | Jupiler Pro League | 7          | 1          | 0     | 0     | 0              | 0              | 7      | 1      |
| 2020/21 | KV Oostende          | Vlag van België    | Jupiler Pro League | 6          | 0          | 0     | 0     | 0              | 0              | 6      | 0      |
| TOTAAL  | TOTAAL               | TOTAAL             | TOTAAL             | 91         | 2          | 8     | 2     | 5              | 0              | 104    | 4      |

1 Bossin ·
2 Vinck ·
3 Medley ·
4 Basila ·
5 Laes ·
6 D'Arpino ·
7 Ndicka ·
10 Rocha ·
11 Jung ·
13 Gabriël ·
14 Mebude ·
16 Dewaele ·
17 Durdov ·
19 Osifo ·
20 Musayev ·
23 Amade ·
25 Van Daele ·
26 Koziello ·
29 D'haese ·
33 Tanghe ·
36 Wylin ·
68 Ambrose ·
77 Atanga ·
88 Rodin ·
90 Berte ·
93 Badu ·
99 Albanese ·
Coach: Jamath Shoffner